# 江永茶竿竹
江永茶竿竹（学名：Pseudosasa magilaminaria）为禾本科矢竹属下的一个种。